# Ахаггар
Аха́ггар (араб. جبال هقار‎, тамашек Ahaggar) — нагорье в Сахаре, на юге Алжира, к юго-востоку от города Таманрассет. Оно представляет собой выступ кристаллического фундамента высотой в среднем 2000 м. Высшая точка — гора Тахат, 2918 м (по другим сведениям — 3003 м), которая представляет собой также высшую точку Алжира.
Ахаггар состоит из вулканических пород, его центральную часть занимает вулканическое поле Атакор, ландшафт которого характеризуется многочисленными конусами, полуразрушенными кальдерами, застывшими лавовыми потоками. В результате выветривания образовались скальные останцы причудливых форм. Поверхность нагорья расчленена сетью вади — сухих долин с временными водотоками.
Климат резко континентальный, сухой и жаркий летом, зимой температура иногда падает ниже нуля. Осадки редки. В Ахаггаре самый резкий климат во всей Сахаре, что создаёт особую климатическую зону (преимущественно очень сухая тропическая пустыня; до высоты 1700 м опустыненная саванна, выше — травянистая растительность), с видами животных и растений, нехарактерными для остальной Сахары. В 1987 году на части территории нагорья создан национальный парк Ахаггар площадью 4 467 000 га, знаменитый, в частности, многочисленными уникальными древними наскальными рисунками.
В регионе имеются месторождения редких и цветных металлов, олова, вольфрама, урана.
Население Ахаггара — туареги. Примерно с 1750 года тут существовало туарегское государство Кель Ахаггар, которое в 1903 году стало протекторатом Франции, затем перешло к Алжиру после получения последним независимости и было упразднено лишь в 1977 году.
В Ахаггаре (Ассекрем, 80 км от Таманрассета) проповедовал туарегам католический монах Шарль Эжен Фуко, позже причисленный к лику святых.

## Галерея рисунков из Ахаггара

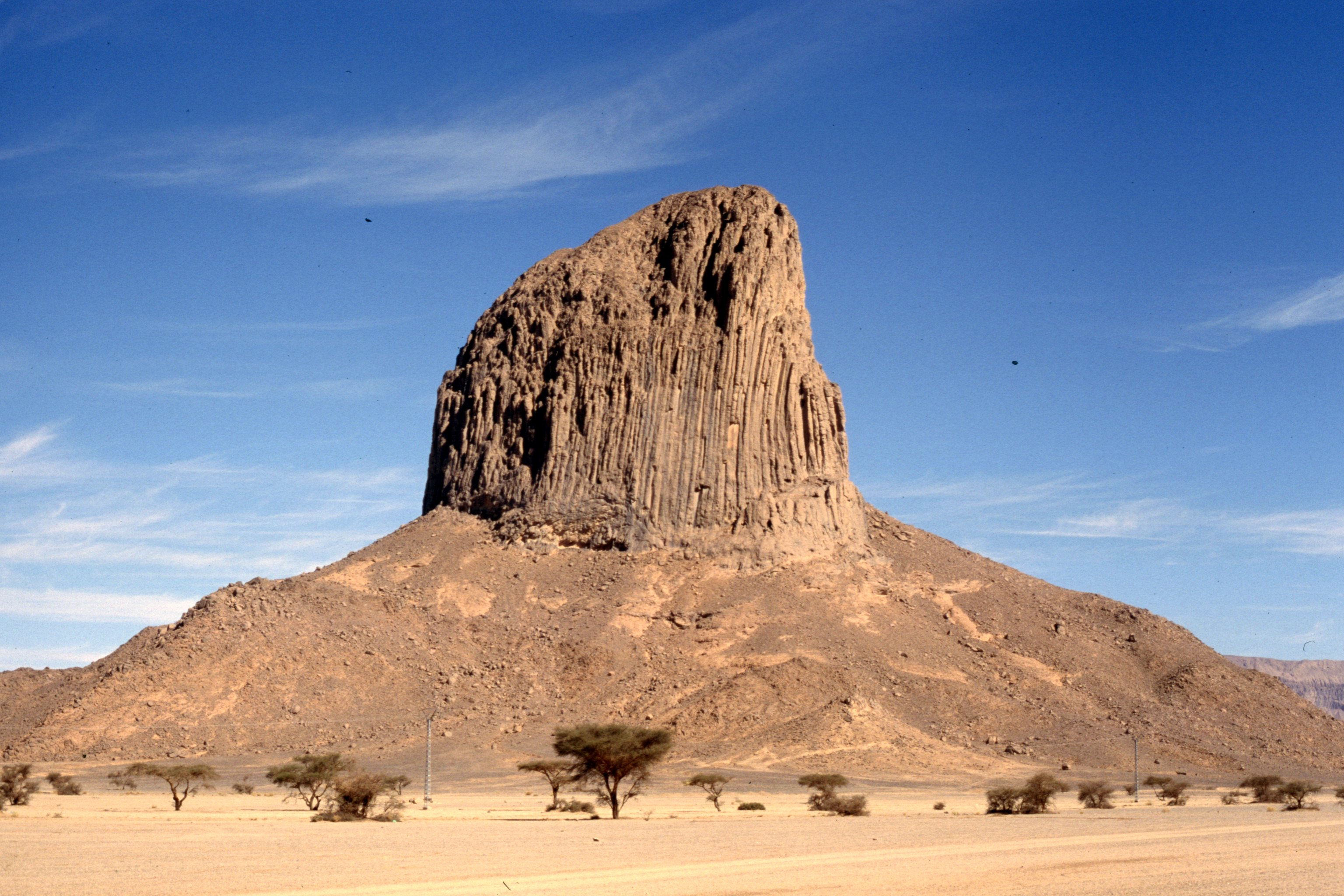
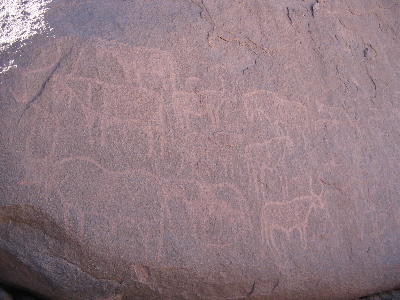
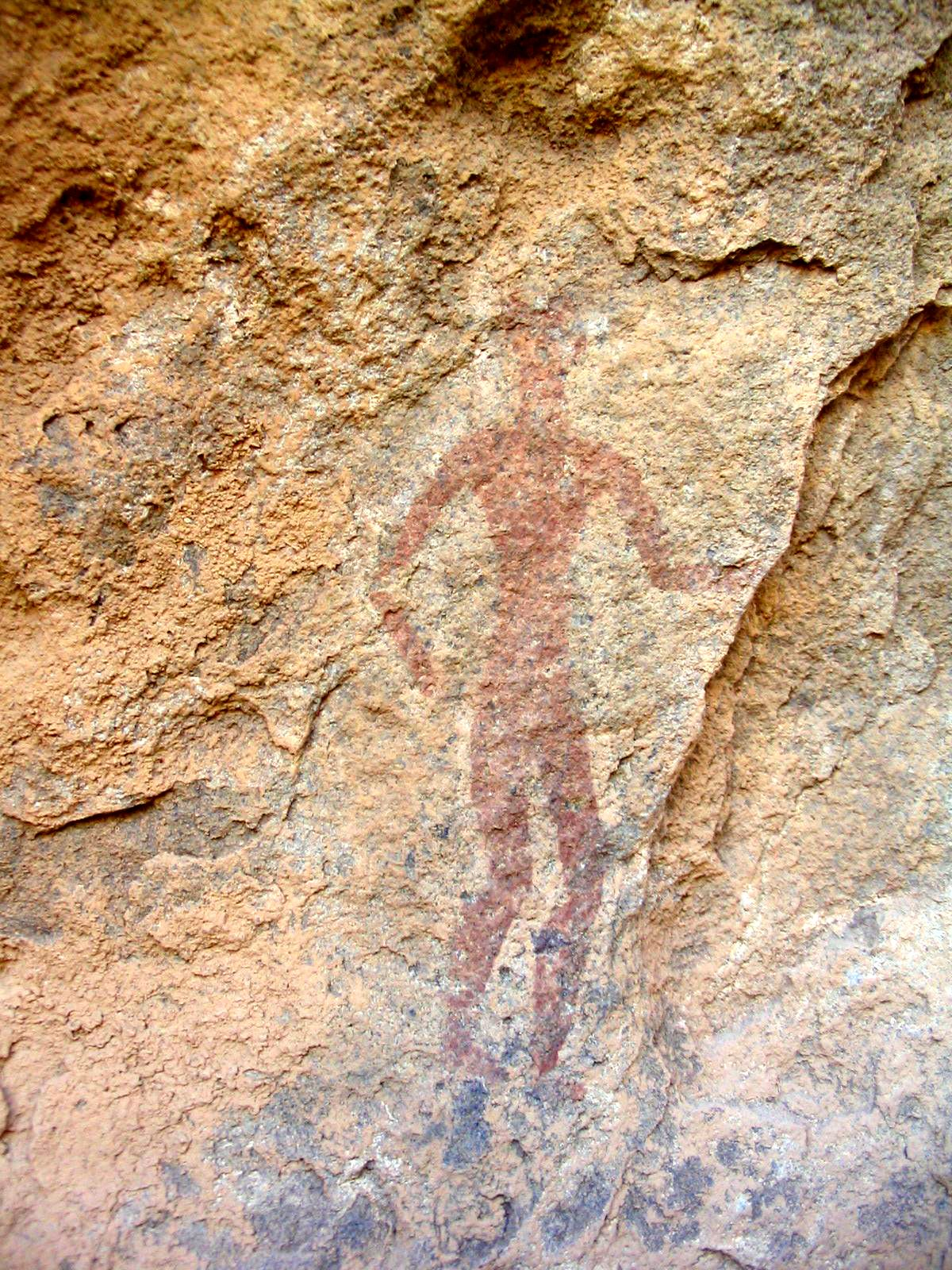
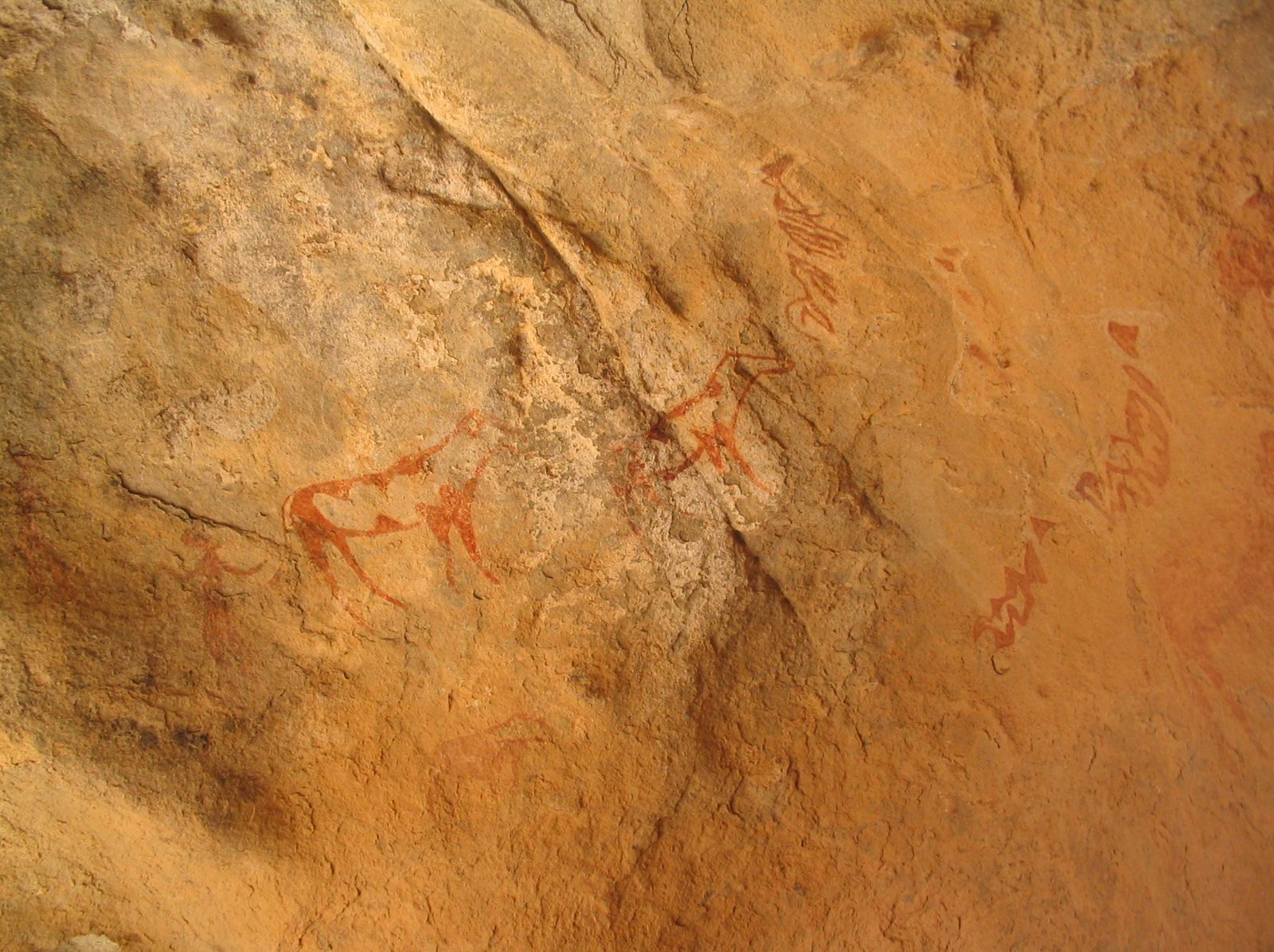